# Chie Harada
Chie Harada (原田千重?, Harada Chie; Osaka, 25 novembre 1961) è un'ex cestista giapponese.

## Carriera
Con il Giappone ha disputato i Campionati del mondo del 1983.